# 2021-es tornász-Európa-bajnokság
Kilencedik alkalommal került megrendezésre a tornászok egyéni összetett Európa-bajnoksága 2021. április 21. és április 25. között Svájcban, a bázeli St. Jakobshalle-ban, mely egyben, az egyéni összetett vonatkozásában kvalifikációs kontinensbajnokság is a tokiói ötkarikás játékokra.

## A versenyszámok időrendje
Az Európa-bajnokság hivatalosan 5 versenynapból állt. A versenyszámok eseményei helyi idő szerint (UTC +01:00):
| 2021. április 21., szerda  | 2021. április 22., csütörtök | 2021. április 23., péntek                | 2021. április 24., szombat       | 2021. április 25., vasárnap     |
| -------------------------- | ---------------------------- | ---------------------------------------- | -------------------------------- | ------------------------------- |
| 10:00-20:00 Női selejtezők | 10:00-19:40 Férfi selejtezők | Összetett döntők                         | Szerenkénti döntők               | Szerenkénti döntők              |
| 10:00-20:00 Női selejtezők | 10:00-19:40 Férfi selejtezők | 13:30-15:30 Női egyéni összetett döntő   | 13:30-14:00 Férfi talaj          | 13:30-13:45 Gerenda Férfi ugrás |
| 10:00-20:00 Női selejtezők | 10:00-19:40 Férfi selejtezők | 13:30-15:30 Női egyéni összetett döntő   | 14:10-14:55 Női ugrás Lólengés   | 14:00-14:45 Női talaj Korlát    |
| 10:00-20:00 Női selejtezők | 10:00-19:40 Férfi selejtezők | 13:30-15:30 Női egyéni összetett döntő   | 15:10-15:55 Felemás korlát Gyűrű | 15:00-15:30 Nyújtó              |
| 10:00-20:00 Női selejtezők | 10:00-19:40 Férfi selejtezők | 17:00-19:30 Férfi egyéni összetett döntő |                                  |                                 |

## A versenyen részt vevő nemzetek
A versenyen 38 nemzet 264 sportolója – 155 férfi és 109 nő – vett részt, az alábbi megbontásban:
| Részt vevő nemzetek férfi / nő megbontásban | Részt vevő nemzetek férfi / nő megbontásban | Részt vevő nemzetek férfi / nő megbontásban | Részt vevő nemzetek férfi / nő megbontásban | Részt vevő nemzetek férfi / nő megbontásban | Részt vevő nemzetek férfi / nő megbontásban | Részt vevő nemzetek férfi / nő megbontásban | Részt vevő nemzetek férfi / nő megbontásban | Részt vevő nemzetek férfi / nő megbontásban | Részt vevő nemzetek férfi / nő megbontásban | Részt vevő nemzetek férfi / nő megbontásban | Részt vevő nemzetek férfi / nő megbontásban |
| ------------------------------------------- | ------------------------------------------- | ------------------------------------------- | ------------------------------------------- | ------------------------------------------- | ------------------------------------------- | ------------------------------------------- | ------------------------------------------- | ------------------------------------------- | ------------------------------------------- | ------------------------------------------- | ------------------------------------------- |
| nemzet                                      | F                                           | N                                           | nemzet                                      | F                                           | N                                           | nemzet                                      | F                                           | N                                           | nemzet                                      | F                                           | N                                           |
| Albánia                                     | 1                                           | 0                                           | Finnország                                  | 6                                           | 4                                           | Lettország                                  | 0                                           | 4                                           | Portugália                                  | 5                                           | 4                                           |
| Ausztria                                    | 4                                           | 2                                           | Franciaország                               | 5                                           | 4                                           | Litvánia                                    | 3                                           | 1                                           | Románia                                     | 3                                           | 3                                           |
| Azerbajdzsán                                | 3                                           | 2                                           | Görögország                                 | 6                                           | 4                                           | Luxemburg                                   | 0                                           | 2                                           | Svájc                                       | 6                                           | 4                                           |
| Belgium                                     | 5                                           | 4                                           | Grúzia                                      | 4                                           | 0                                           | Magyarország                                | 6                                           | 4                                           | Svédország                                  | 5                                           | 4                                           |
| Bulgária                                    | 4                                           | 0                                           | Hollandia                                   | 6                                           | 4                                           | Monaco                                      | 1                                           | 0                                           | Szlovákia                                   | 0                                           | 1                                           |
| Ciprus                                      | 5                                           | 0                                           | Horvátország                                | 6                                           | 4                                           | Németország                                 | 6                                           | 4                                           | Szlovénia                                   | 4                                           | 3                                           |
| Csehország                                  | 2                                           | 1                                           | Írország                                    | 2                                           | 2                                           | Norvégia                                    | 3                                           | 4                                           | Törökország                                 | 6                                           | 4                                           |
| Dánia                                       | 3                                           | 4                                           | Izland                                      | 4                                           | 4                                           | Olaszország                                 | 6                                           | 4                                           | Ukrajna                                     | 5                                           | 4                                           |
| Egyesült Királyság                          | 6                                           | 4                                           | Izrael                                      | 5                                           | 4                                           | Oroszország                                 | 4                                           | 4                                           |                                             |                                             |                                             |
| Fehéroroszország                            | 5                                           | 4                                           | Lengyelország                               | 5                                           | 4                                           | Örnényország                                | 5                                           | 0                                           |                                             |                                             |                                             |

F = férfi, N = nő

## Eredmények

### Éremtáblázat
| #        | nemzet                   | arany | ezüst | bronz | összesen |
| 1        | Oroszország (RUS)        | 5     | 7     | 1     | 13       |
| 2        | Egyesült Királyság (GBR) | 1     | 1     | 4     | 6        |
| 3        | Svájc (SUI)              | 1     | 1     | 1     | 3        |
| 4        | Ukrajna (UKR)            | 1     | 0     | 2     | 3        |
| 5        | Törökország (TUR)        | 1     | 0     | 1     | 2        |
| 6        | Franciaország (FRA)      | 1     | 0     | 0     | 1        |
| 6        | Görögország (GRE)        | 1     | 0     | 0     | 1        |
| 6        | Örményország (ARM)       | 1     | 0     | 0     | 1        |
| 9        | Németország (GER)        | 0     | 1     | 1     | 2        |
| 10       | Hollandia (NED)          | 0     | 1     | 0     | 1        |
| 10       | Izrael (ISR)             | 0     | 1     | 0     | 1        |
| 12       | Olaszország (ITA)        | 0     | 0     | 3     | 3        |
| összesen | összesen                 | 12    | 12    | 13    | 37       |

### Éremszerzők
| versenyszám      | arany                       | ezüst                | bronz                   |
| férfiak          |                             |                      |                         |
| egyéni összetett | Nyikita Nagornij            | David Beljavszkij    | Illja Kovtun            |
| talaj            | Nyikita Nagornij            | Benjamin Gischard    | Nicola Bartolini        |
| lólengés         | Artur Davtyan               | Nyikita Nagornij     | Joe Fraser              |
| gyűrű            | Elefteriosz Petruniasz      | Nyikita Nagornij     | Salvatore Maresca       |
| ugrás            | Ihor Ragyivilov             | Andrey Medvedev      | Giarnni Regini-Moran    |
| korlát           | Ferhat Arıcan               | David Beljavszkij    | Christian Baumann       |
| korlát           | Ferhat Arıcan               | David Beljavszkij    | Lukas Dauser            |
| nyújtó           | David Beljavszkij           | Andreas Toba         | Adem Asil               |
| nők              |                             |                      |                         |
| egyéni összetett | Viktorija Lisztunova        | Angelina Melnyikova  | Jessica Gadirova        |
| ugrás            | Giulia Steingruber          | Jessica Gadirova     | Angelina Melnyikova     |
| felemás korlát   | Angelina Melnyikova         | Vlagyiszlava Urazova | Amelie Morgan           |
| gerenda          | Mélanie de Jesus dos Santos | Sanne Wevers         | Anasztaszija Bacsinszka |
| talaj            | Jessica Gadirova            | Angelina Melnyikova  | Vanessa Ferrari         |

## Statisztika
| Nőknél                           | Nőknél                           | Nőknél                           | Férfiaknál                       | Férfiaknál                       | Férfiaknál                       |
| A viadal legfiatalabb sportolója | A viadal legfiatalabb sportolója | A viadal legfiatalabb sportolója | A viadal legfiatalabb sportolója | A viadal legfiatalabb sportolója | A viadal legfiatalabb sportolója |
| Sportoló neve                    | Kor (2021. április 21. szerint)  | Nemzet                           | Sportoló neve                    | Kor (2021. április 21. szerint)  | Nemzet                           |
| -------------------------------- | -------------------------------- | -------------------------------- | -------------------------------- | -------------------------------- | -------------------------------- |
| Anasztaszija Szmancar            | 2005. december 13. (15 évesen)   | Fehéroroszország                 | Illja Kovtun                     | 2003. augusztus 10. (17 évesen)  | Ukrajna                          |
| A viadal legidősebb sportolója   |                                  |                                  |                                  |                                  |                                  |
| Sportoló neve                    | Kor (2021. április 21. szerint)  | Nemzet                           | Sportoló neve                    | Kor (2021. április 21. szerint)  | Nemzet                           |
| Marta Pihan-Kulesza              | 1987. július 23. (33 évesen)     | Lengyelország                    | Marian Drăgulescu                | 1980. december 18. (40 évesen)   | Románia                          |